# 辰巳信哉
辰巳 信哉（たつみ しんや、1940年 - 2007年12月27日）は、日本の造園系地方公務員。位階は従六位。瑞宝双光章。

## 来歴
兵庫県赤穂郡上郡町に生まれる。岡山大学農学部園芸学科を卒業後、1962年から兵庫県庁に勤務し、一貫して公園部門を歩み、県立公園の整備や管理に携わる。1993年から公園緑地課長を務める。
2000年に定年退職後、兵庫県園芸・公園協会常務理事や、日本造園修景協会およびランドスケープコンサルタンツ協会の理事を務めた。
2002年に、第24回日本公園緑地協会北村賞を受賞した。
2005年に有限会社パークサービス研究所を設立した。
2007年12月死去。死没日付をもって従六位に叙され、瑞宝双光章を追贈された。

## 著書
- 『神戸からの公園文化 兵庫の公園 1868-2000』ブレーンセンター、2000年
- 『かくて緑は残った 甲山森林公園の歴史』日本造園修景協会兵庫県支部（発行）ブレーンセンター（発売）、2002年
- 『西武庫公園・西猪名公園の歴史』新聞総合出版センター、2003年
- 『歴史の証人明石公園』神戸新聞総合出版センター、2005年
- 『公園管理運営マニュアルの作り方』学芸出版社、2006年
- （編著）『兵庫県立舞子公園百年史　明石海峡を見つめて』兵庫県園芸・公園協会、2001年